# أبغاهي
أبغاهي (بالفارسية: آبگاهی) هي قرية تقع في قسم رادكان الريفي (مقاطعة تشناران) في إيران. يقدر عدد سكانها بـ 107 نسمة بحسب إحصاء 2016.